# Gerald Wolf (Diplomat)
Gerald Wolf (* 1959/1960 in Wuppertal) ist ein deutscher Diplomat. Er war von 2018 bis 2022 Botschafter in Eritrea.

## Laufbahn
Nach dem Abitur (1978) verbrachte Gerald Wolf zwei Jahre als Zeitsoldat bei der Bundeswehr. Ab 1980 studierte er Rechtswissenschaften und legte 1989 das 2. juristische Staatsexamen ab.
1990 trat er in den Auswärtigen Dienst ein und absolvierte bis 1991 den Vorbereitungsdienst für den höheren Auswärtigen Dienst. Nach einer Verwendung im Auswärtigen Amt führte ihn sein erster Auslandseinsatz 1992 an die Botschaft in Seoul, wo er bis 1995 blieb. Es folgte die Versetzung an die Botschaft Tirana, wo er 1996 zum stellvertretenden Leiter der Botschaft befördert wurde. Von 1998 bis 2001 arbeitete Wolf im Auswärtigen Amt in Berlin, war dann bis 2004 stellvertretender Leiter der Botschaft Tallinn und von 2004 bis 2008 erneut im Auswärtigen Amt tätig.
2008 wurde Wolf nach London versetzt. Dort war er zunächst Austauschbeamter im Foreign Office und ab 2009 in der deutschen Botschaft tätig. 2012 ging er nach Turkmenistan, wo Wolf stellvertretender Leiter der Botschaft in Aschgabat wurde. Es folgte von 2014 bis 2015 eine Verwendung als Austauschbeamter am lettischen Außenministerium in Riga. Von 2015 bis 2018 war Wolf stellvertretender Leiter der Botschaft in Pjöngjang, Nordkorea.
Von Oktober 2018 bis Mitte 2022 war Wolf Botschafter in Asmara (Eritrea). Er musste Eritrea Ende Juni 2022 verlassen, da er dort zur "persona non grata" erklärt worden war.